# Забавы молодых
«Забавы молодых» — советская мелодрама 1987 года режиссёра Евгения Герасимова по сценарию Виктора Мережко. Фильм о жестоком розыгрыше преподавателя техникума его юными воспитанниками. Фильм снят Первым творческим объединением Центральной киностудии детских и юношеских фильмов имени М. Горького в 1986 году. В широкий прокат картина вышла 29 декабря 1987 года.
Премьерный показ фильма состоялся 28 мая 1987 года в Большом зале кинотеатра «Новороссийск». 27 августа 1987 года фильм был показан в московском кинотеатре «Россия» на кинофестивале «Рождено Октябрём». С 29 декабря 1987 года лента демонстрировалась в кинотеатрах «Новороссийск» и «Россия», а с 1 февраля 1988 года — на всех остальных экранах столицы.

## Сюжет
Группа учащихся торгово-экономического техникума из-за прогулов занятий по физкультуре остается без зачёта. Чтобы избежать неприятностей, студенты придумывают розыгрыш. Одна из учащихся — Светлана Бобылёва (Марина Зудина) — должна объясниться физкультурнику Антону Михайловичу Горшкову (Станислав Любшин) в любви, очаровать его и получить зачёты. Девушка отправляется на квартиру преподавателя, одинокого и немолодого человека, разыгрывает любовное признание и остаётся у него ночевать. О случившемся становится известно директору техникума, и он, не разобравшись, увольняет преподавателя с работы. Антон Михайлович покидает город, предоставляя Светлане право самой разобраться в своих поступках.

## В ролях
- Станислав Любшин — Антон Михайлович Горшков[1]
- Марина Зудина — Светлана Бобылёва
- Нина Русланова — Вера Семёновна
- Валентина Теличкина — Нина Васильевна (мать Светланы)
- Николай Парфёнов — Фофанов (сосед)
- Виктор Павлов — отец Светланы
- Вячеслав Невинный — Мыльников
- Алексей Серебряков — Панкин
- Владимир Качан — завуч Монастырский
- Ирина Климова — Ермолаева
- Надежда Тимохина — Велихова
- Пётр Кулешов — Волобуев (однокурсник Светланы)
- Наталья Назарова — Марья Гавриловна
- Галина Егорова — Аня Бобылёва (сестра Светланы)
- Евгений Герасимов — врач скорой помощи

## Съёмочная группа
- Автор сценария: Виктор Мережко[1][2]
- Режиссёр-постановщик: Евгений Герасимов
- Оператор-постановщик: Сергей Онуфриев
- Художник-постановщик: Сергей Бочаров
- Композитор: Геннадий Гладков
- Звукооператор: Владимир Кипа

## Съёмки фильма
Сцена дискотеки снималась в модном в то время месте — в молодёжном кафе-клубе «У фонтана» (в народе — «Молоко») в Олимпийской деревне, где часто собирались брейк-данс-танцоры.

## Критика
В 1988 году в февральском номере журнала «Спутник кинозрителя» кинокритик Елена Плахова заключила, что вопрос «легко ли быть молодым?» сегодня не нов, как и «трудно ли стареть?». Труднее всего во все времена оставаться человеком.